# Louis-Albert Salingré
Louis-Albert Salingré var en fransk bågskytt. Han deltog vid olympiska sommarspelen 1908. Han var son till Eugen d'Albert och Louise Salingré.